# Neotroponiscus vedadoensis
Neotroponiscus vedadoensis là một loài chân đều trong họ Bathytropidae. Loài này được Boone miêu tả khoa học năm 1918.